# Филипо Томазо Маринети
Филипо Томазо Маринети (Александрија, 22. децембар 1876 – Белађо, 2. децембар 1944) био је италијански књижевник и драматург. Маринети се прославио као зачетник футуризма. У 11 тачака свог „Манифеста футуризма“, објављеног 1909. године у француским новинама Le Figaro, он је установио нову етику и естетику, најавио поетику која ће опевати брзину, строј, опасност, агресију, одважност, те је објавио рат прошлости и традицији (“ми желимо уништити музеје, библиотеке и академије сваке врсте”). Уследили су и други манифести од којих је последњи, „Манифест футуристичке фотографије“, изашао 1930. године. 
Маринети је писао на италијанском и француском језику. Своје идеје настојао је да 1918. године оствари кроз Футуристичку политичку странку, да би је годину дана касније прикључио Мусолинијевом фашистичком покрету.

## Биографија
Емилио Ангело Карло Маринети (неки извори наводе и Филипо Ахиле Емилио Маринети) је провео прве године свог живота у Александрији, у Египту, где је његов отац, Енрико Маринети, и мајка, Амалија Гроли, живели заједно. Енрико је био адвокат из Пијемонта, а мајка је била ћерка професора књижевности из Милана. Они су отишли у Египат 1865. на позив Кедива да буду правни заступници страних компанија које су учествовале у његовом програму модернизације.
Његова љубав према књижевности развила се током школовања. Његова мајка била је страствени читалац поезије и увела је младог Маринетија у италијанске и европске класике. Са седамнаест година започео је да објављује свој школски магазин Papyrus; језуити су претили да га избаце из школе због објављивања скандалозних дела Емила Золе.
Прво је студирао у Египту, а затим у Паризу, где је добио бакалауреат 1894. на Сорбони, и у Италији, где је дипломирао права на Универзитету у Павији 1899. године.
Маринети је након стицања дипломе одлучио да не буде адвокат, већ да започне књижевну каријеру. Експериментисао је са сваким књижевним типом (поезија, проза, драма, либрето), потписујући сва своја дела са “Филипо Томазо Маринети”.
У Београду је гостовао јануара 1939.

## Дела
- Освајање звезда
- Мафарка футурист
- Манифест футуризма
- Манифест футуристичке фотографије